# Lymnaea stagnalis
Lymnaea stagnalis (Linnaeus, 1758) è un mollusco gasteropode d'acqua dolce appartenente alla famiglia Lymnaeidae, conosciuta comunemente come chiocciola o lumaca di stagno.

## Descrizione

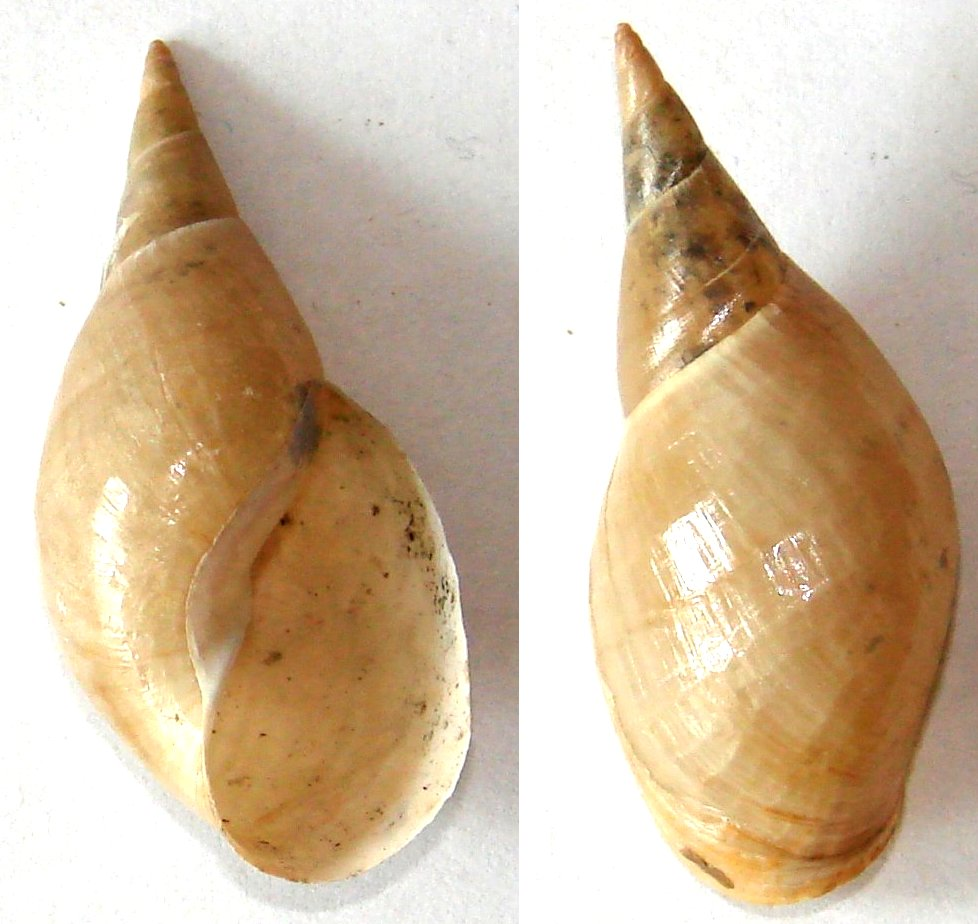
Conchiglia di Lymnaea stagnalis

L'altezza della conchiglia di un esemplare adulto varia tra i 45–60 mm di lunghezza anche se la maggior parte delle lumache si mantiene tra i 20 e i 30 millimetri.

### Sistema nervoso
Lymnaea stagnalis ha un sistema nervoso semplice e centrale consistente in un totale di circa 20.000 neuroni, molti dei quali sono individualmente identificabili, organizzati in un anello che interconnette i vari gangli cerebrali. Gran parte dei neuroni sono piuttosto grandi (diametro di circa 100 µm), fatto che ha permesso studi approfonditi in materia, in particolare sul funzionamento del meccanismo di lavoro del cervello della lumaca circa azioni relativamente semplici o automatiche come la nutrizione, la respirazione, il movimento e la riproduzione.
Lymnaea stagnalis è utilizzata come organismo modello per lo studio dei meccanismi dell'apprendimento e della memoria nel campo della neurobiologia.

## Biologia

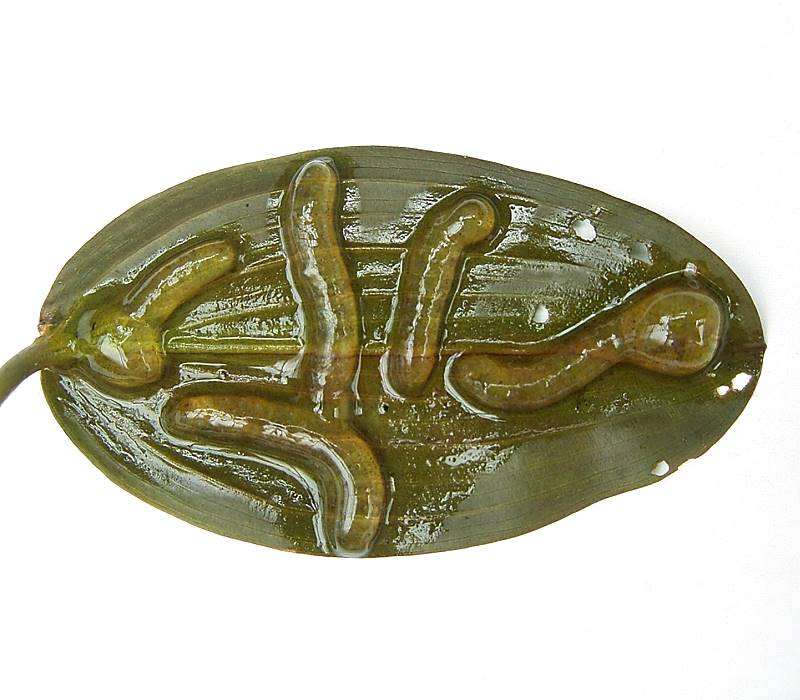
Uova di Lymnaea stagnalis

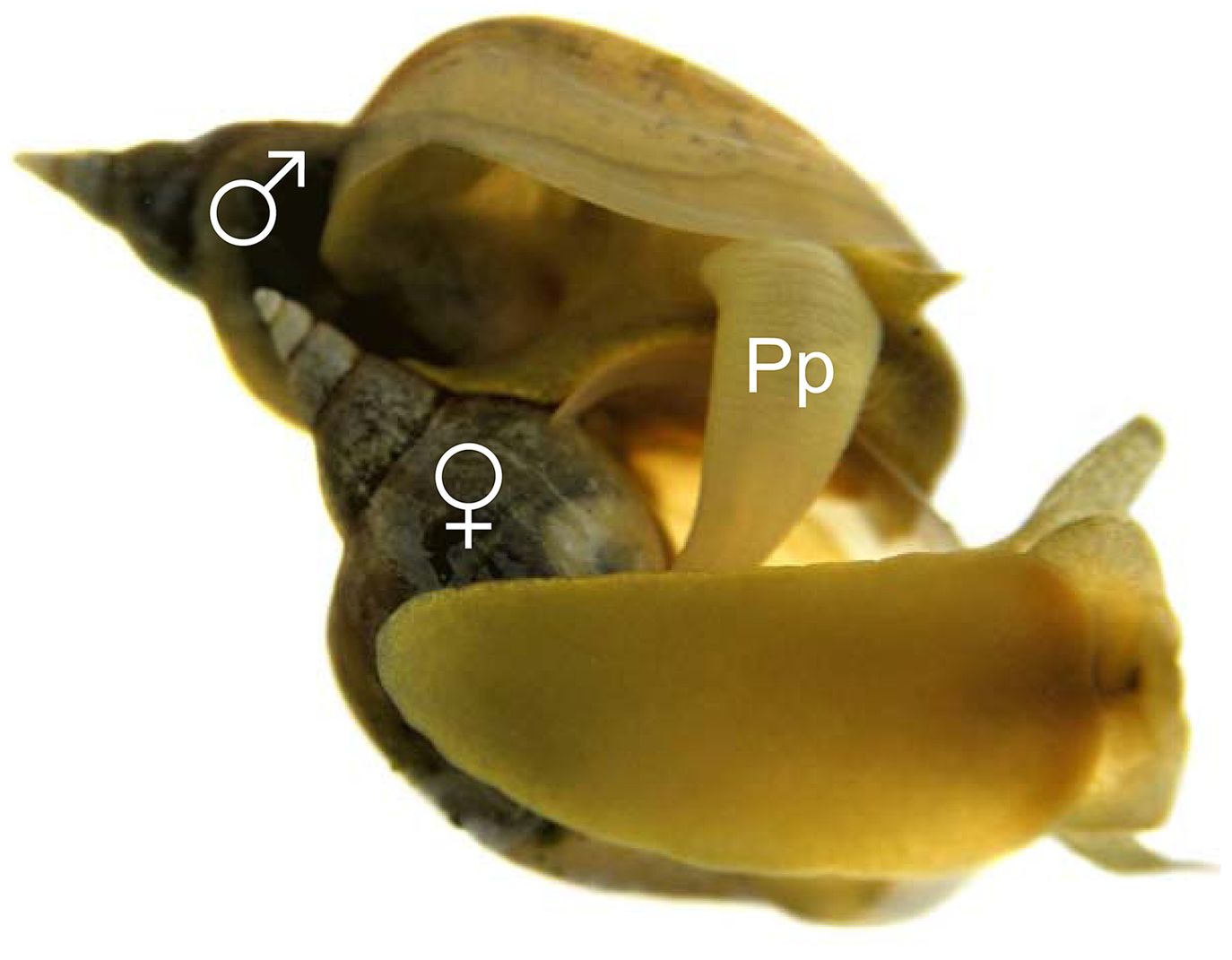
Due esemplari di Lymnaea stagnalis durante l'accoppiamento. La lumaca in alto ha il ruolo di maschio (donatore di sperma) e il suo organo riproduttivo (Pp) lo si può vedere inserito nella femmina (ricevente dello sperma). Durante l'inseminazione, lo sperma (prodotto dalle vesciche seminali) e il fluido seminale (prodotto dalle ghiandole della prostata) vengono trasferiti per fecondare. Le specie sono ermafrodite e come tale i ruoli di maschio e femmina tornano ad essere neutrali dopo l'accoppiamento.

Lymnaea stagnalis è una specie simultaneamente ermafrodita ove i vari membri sono contemporaneamente maschi e femmine, sebbene durante l'accoppiamento ciascuno dei due individui esibisca un solo ruolo per volta. Questa specie risente dell'effetto Coolidge (comune solitamente ai mammiferi) attraverso il quale sia maschi che femmine esibiscono un potenziale sessuale rinnovato con l'introduzione di nuovi partner ricettivi.
Il prodotto dell'accoppiamento consiste in uova che vengono deposte solitamente sotto foglie di piante acquatiche o attaccate a pareti o rocce. La consistenza del gruppo delle uova è gelatinosa e trasparente, ove le uova sono chiaramente distinguibili a occhio nudo.

### Parassiti
Lymnaea stagnalis è un ospite intermediario per:
- Moliniella anceps (Molin, 1859) Hubner, 1939[4]

Altri parassiti della Lymnaea stagnalis sono:
- Echinoparyphium recurvatum
- Opisthioglyphe ranae
- Plagiorchis elegans
- Diplostomum pseudospathaceum
- Echinostoma revolutum
- Trichobilharzia szidati

## Distribuzione e habitat
Questa specie ha un ampio areale oloartico che comprende la maggior parte dell'emisfero boreale, dal Nord America all'Eurasia, spingendosi a sud sino al Nord Africa; è stata inoltre introdotta dall'uomo in Australia e Nuova Zelanda.
Vive unicamente in acque molto ossigenate, sommariamente calme o addirittura stagnanti.